# Joggins
Joggins es una comunidad rural situada en el oeste del condado de Cumberland en Nueva Escocia, Canadá.
Situada en la bahía de Cumberland perteneciente a la gran bahía de Fundy es una zona importante de minas de carbón. El inicio de la explotación de carbón se remonta al siglo XVII por colonos acadianos, no obstante la primera explotación comercial minera está fechada en 1819 siendo mucha de esta producción exportada a Saint John, Nuevo Brunswick y otros mercados.
La industrialización a gran escala del condado de Cumberland se produjo bajo la General Mining Association, que se dedicó a la explotación de la parte derecha de las cuencas carboníferas del área. La producción aumentó tras la construcción del ferrocarril intercolonial en la década de 1870, seguida de la inauguración del ferrocarril de Joggins, 12 millas entre Joggins y Maccan a través del río Hebert.
La ciudad es famosa por los fósiles de sus acantilados declarados por la Unesco Patrimonio de la Humanidad en 2008.